# Kościół św. Brata Alberta w Radomiu
Kościół św. Brata Alberta w Radomiu – kościół rzymskokatolicki w Radomiu, na Osiedlu Prędocinek, przy ul. św. Brata Alberta 4.
Należy do parafii św. Brata Alberta w dekanacie Radom-Wschód.